# Institut Max-Planck pour l'étude des sociétés
L'Institut Max-Planck pour l’étude des sociétés (Max-Planck-Institut für Gesellschaftsforschung) est un institut de recherche extra-universitaire dépendant de la Société Max-Planck situé à Cologne. Il fait principalement de la recherche fondamentale dans le but d'une théorie sur une base empirique des fondements sociaux et politiques des économies modernes, principalement l'étude des relations entre l'action économique, sociale, culturelle et politique.

## Histoire
L'institut est fondé en 1984 sous la direction de Renate Mayntz (en). Il est ensuite secondé par Fritz W. Scharpf. En 1995, Wolfgang Streeck entre au conseil d'administration. 
Le budget annuel de l'Institut Max-Planck pour l’étude des sociétés est actuellement à 4,3 millions d'euros (2012). Un financement supplémentaire est accordé par le gouvernement fédéral, l'Union européenne et d'autres organismes de financement et les fonds du projet.

## Recherche
Le programme de recherche est dirigé par Jens Beckert et Wolfgang Streeck. Entre quarante et cinquante chercheurs, assistants de recherche, les étudiants diplômés, boursiers, chercheurs invités et employés participent à des équipes de recherche, tout en menant les propres recherches.
L'institut collabore avec d'autres instituts similaires :
- Le Robert Schuman Centre for Advanced Studies am European University Institute à Florence
- Le Center for European Studies et le département de sociologie de l'Université Harvard
- L'Institute for Policy Research et le département de sociologie de l'Université Northwestern à Evanston
- Sciences Po Paris, le Centre d'études européennes de Sciences Po et le Centre de sociologie des organisations
- Le Centre pour la recherche économique et ses applications à Paris
- L'Amsterdam Institute for Advanced Labour Studies

Un conseil consultatif examine tous les deux ans la recherche de l'Institut. Un autre conseil est constitué de représentants de la politique, de l'industrie, des associations et des médias.